# Португальская литература
Португа́льская литерату́ра или литерату́ра Португа́лии — литература португальского народа, созданная на португальском языке. Литература Португалии отличается от португалоязычных литератур других стран-лузофонов тем, что каждая из них выделяется собственными характерными особенностями, обусловленными культурой народов этих стран. При этом португальский язык выступает объединяющим фактором португалоязычных литератур — так современному читателю из Мозамбика без перевода доступен смысл произведений Камоэнса XVI века, а португалец понимает созданные на португальском языке сочинения автора из Восточного Тимора. В сокровищницу мировой литературы вошли произведения португальских авторов Луиша де Камоэнса и Фернанду Пессоа. На современном этапе всемирную известность обрёл Жозе Сарамагу, удостоенный Нобелевской премией по литературе в 1998 году. С 1973 года авторы Португалии объединены Португальской ассоциацией писателей.

## Галисийско-португальская лирика (XII—XIV века)
Древнейшими памятниками португальской литературы, если не считать дошедших до нас в немногочисленных отрывках так называемых коссант (cossantes) — лирических стихотворений, создавшихся в результате скрещения церковной и народной песенных традиций, — является поэтическое наследие трубадуров Пиренейского полуострова XIII—XV веков, создававших кантиги (песни) на новом романском языке, условно называемым галисийско-португальским языком.
О. А. Овчаренко начала свои очерки о португальской литературе словами: «Португальская литература началась с лирики, созданной на галисийско-португальском языке и являющейся, по нашему глубокому убеждению, общим достоянием испанского и португальского народов». Такое же утверждение ранее высказал З. И. Плавскин. Однако, к этому следует добавить, что кантиги также писали галисийцы и авторы других народов нынешней Испании. Поэтому песни галисийско-португальских трубадуров того периода считаются также литературным достоянием Галисии, тем более, что национальную принадлежность или подданство некоторых авторов точно установить не удаётся вплоть до настоящего времени. Галисийско-португальский язык был общим литературным языком королевств Иберийского полуострова на севере, западе и его центральной части до 1350 года, а одним из последних авторов его использовавших был галисиец Маси́ас Влюблённый.
Галисийско-португальская поэтическая школа воспроизводила на новом романском языке Пиренейского полуострова характерные для поэзии провансальских трубадуров стихотворные жанры. Е. Г. Голубева писала: «Классическим периодом развития этой поэзии [галисийско-португальских трубадуров] считается эпоха двух королей — Дона Альфонса X Мудрого, короля Кастилии и Леона (правил в 1252—1284 годах) и его внука и последователя Дона Дениса, короля Португалии (правил в 1279—1325 годах)». Авторами песен выступали короли, рыцари, духовные лица, учёные и представители более низких сословий. Поэзия их, проникнутая мотивами любовного томления, куртуазной чувствительности и мистического символизма, достигла своего расцвета при короле Динише I. Трубадуры и жонглёры королевств Португалии и Галисии освоили и ввели в куртуазную лирику архаический автохтонный народный жанр кантиги о друге (порт. cantiga de amigo), который не встречается у провансальских авторов.

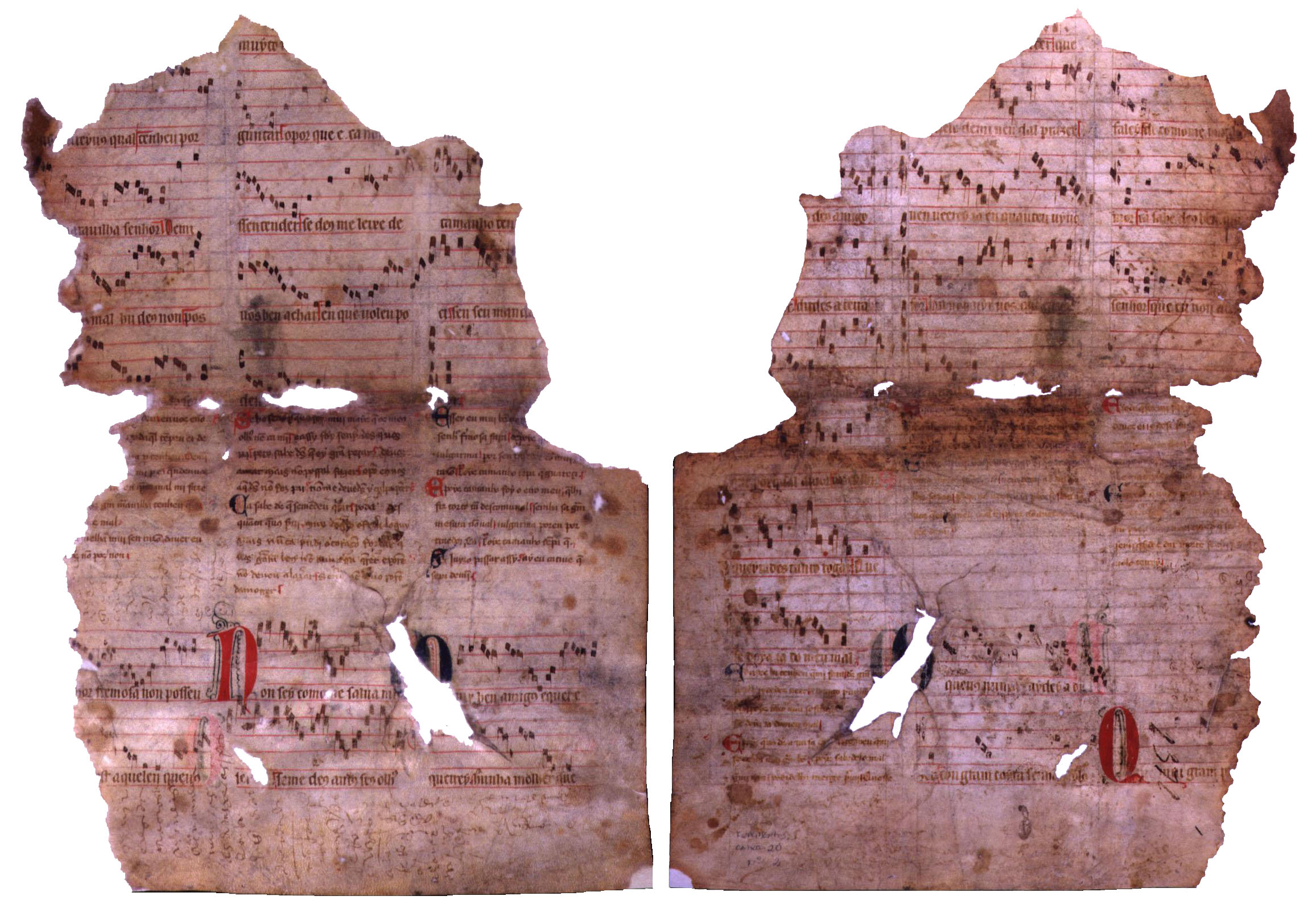
Пергамент Шаррера, конец XII — начало XIII века

Поэтическими сводами этой эпохи являлись «Песенники» (Cancioneiros), из которых до нашего времени дошли «Песенник Ажуда» (Кансьонейру Ажуды), «Песенник Национальной библиотеки» (Кансьонейру Национальной Библиотеки, или «Колоччи-Бранкути» — Cancioneiro da Biblioteca Nacional de Lisboa, Cancioneiro Colocci-Brancuti), «Песенник Ватикана» (или «Ватиканский песенник», также Ватиканский Кансьонейру — Cancioneiro da Vaticana). Ещё один бесценный источник — обнаруженный в 1990 году «Пергамент Шаррера» c нотированными 7 кантигами о любви короля-трубадура Диниша I — подтвердил гипотезу о единстве поэзии и музыки в куртуазной литературной традиции королевств Пиренейского полуострова. Песенник Национальной библиотеки содержит частично сохранившийся прозаический трактат неизвестного происхождения «Искусство сложения песен» (Arte de trovar) на галисийско-португальском языке. В трактате даны определения трёх основных жанров галисийско-португальской лирики: кантиги о любви (песни о любви), кантиги о друге (песни о друге) и кантиги насмешки и злословия (или песни насмешки и хулы, также песни насмешки и злословия), кроме того описаны производные от них поджанры. Дошедшие до наших дней песни трубадуров относятся к светской литературе. Помимо них сохранились кантиги религиозной тематики — это песни о Святой Марии (cantigas de Santa Maria). Посвящённые святой Марии около 430 песен стоят особняком от куртуазных кантиг (около 1280) и относятся к отдельному жанру. Жуан Соареш де Пайва известен как автор наиболее ранней сохранившейся кантиги. В литературоведении последним галисийско-португальским трубадуром принято считать Педру Афонсу, 3-го графа де Барселуш (ок. 1285—1354), а концом эпохи галисийско-португальской поэзии — 1350 год.
Галисийско-португальская лирика пришла в упадок с возникновением прозы. «Общая хроника Испании 1344 года» Педру Афонсу Португальского относится к первым прозаическим памятникам португальской литературы, но рассматривается в контексте предренессансного периода.

## Предвозрождение и Возрождение (XIV—XVI века)
Создание первоначального варианта рыцарского романа «Амадис Гальский» может быть датировано концом XIII века. Ко второй половине XIV века относится и самая ранняя из попыток эпического повествования — «Поэма о битве у Саладо» Афонсо Жиралдеса (Affonso Giraldes), от которой сохранилось только два фрагмента без продолжения. Дальнейший этап в развитии португальской поэзии отмечен решительным влиянием латинских и итальянских образцов. Испано-итальянские и классические влияния можно различить уже у португальско-галисийских лириков конца XIV и начала XV веков, некоторые из которых уже относились к галисийско-кастильской трубадурской школе. Таковы Хуан Родригес де ла Камара, также известный как Хуан Родригес дель Пардон (1390—1450), Фернан Кашкисиу (Fernant Casquicio, Ferrant Casquiçio), предок Луиша де Камоэнса галисийский трубадур Васко де Камоэнс (ум. 1386), Гонсалу Родригеш (ум. 1385), Гарси Фернандес де Херена (Garci Fernández de Gerena, 1340—1400), последний галисийско-португальский трубадур Масиас Влюблённый и многие другие. Творчество Масиаса относится ко времени заката галисийско-португальской трубадурской лирики, знаменуя собой переход к эпохе Предвозрождения. Обширный «Всеобщий песенник» (Cancioneiro Geral), изданный в Лиссабоне Гарсией де Резенде в 1516 году, содержит произведения принадлежащие уже не к галисийско-португальской, а к галисийско-кастильской трубадурской школе. Помимо любовной и мистической лирики здесь встречаются также стихотворения, восходящие к народным песенным традициям, и сатиры, подражающие провансальским сирвентам. По мнению И. А. Тертерян и О. А. Овчаренко, поэзия «Всеобщего песенника» относится к предренессансному периоду. Популярным чтением в эту эпоху являлись рыцарские романы бретонского цикла, из которых уже в XIII веке большое распространение получил «Амадис Гальский». Вопрос о влиянии португальской разработки этого романа на испанского «Амадиса» остается до сих пор открытым, хотя историко-литературная традиция и продолжает отдавать первенство Португалии.
Из ранних прозаиков следует упомянуть короля Дуарте I (1391—1438) с его морально-философской энциклопедией «Верный советник» и хроникёров Фернана Лопеша (1380—1460), Гомеша де Азурара (1410 — ок. 1474), оставившего описание похода на Гвиней, и Дуарте Галвана (1445—1517), автора «Хроники Афонсу Энрикеша». Литературное Предвозрождение продолжалось в Португалии до конца XV века, а его наиболее значительными достижениями считаются хроники Фернана Лопеша, Гомеша Эанеша де Зурары и Руя де Пины.
Хотя вопрос о временных рамках португальской литературы эпохи Возрождения продолжает оставаться предметом дискуссий, «принято считать, что португальский Ренессанс начинается на рубеже XV и XVI веков творчеством Жила Висенте и характеризуется очень недолгой продолжительностью во времени». Маньеризм укореняется начиная со 2-й половины XVI века. Овчаренко привела периодизацию Жорже де Сена: Ренессанс — 1400—1550 годы, маньеризм — 1550—1620 годы, барокко — 1620—1750 годы, рококо — 1750—1820 годы. Предвестниками «золотого века» португальской поэзии следует считать утончённых буколиков Бернардина Рибейру (1486—1554), автора известной пасторали «История молодой девушки», и Кристована Фалкана (ок. 1512—1557), оказавших значительное влияние и на испанскую литературу.
Таким образом, к середине XVI века мы наблюдаем в португальской литературе все характерные для феодально-аристократической поэтики жанры. Экономический подъём Португалии в связи с её колониальной экспансией в Америке, Африке и Азии дал мощный толчок развитию её национальной культуры. XVI век по праву считается «золотым веком» португальской литературы. Всё ярче сказывается влияние итальянских ренессансных воздействий. Молодой португальский торговый капитал в культурном отношении приобщается к лучшему и наиболее изысканному из того, что можно было найти у соседей и соперников. Выучка у классиков Апеннинского полуострова в соединении с незаурядным поэтическим талантом создала такого крупного поэта, как Франсишку де Са-де-Миранда (1495—1558), автора эклог, лирических поэм и комедий итальянского типа, активно вводившего в португальскую лирику итальянские ритмы и поэтические формы. Его продолжателями являются Диогу Бернардеш (ок. 1530—1605), Антониу Феррейра (1528—1569), Франсишку Галван (Francisco Galvão, 1563 — около 1636) и другие. Выдающимися представителями португальской буколической поэзии были Франсишку Родригеш Лобу (ок. 1550 — ок. 1625)] и Фернан А́лвареш ду Ориенте (1540—1595). Мистика католицизма вдохновляла религиозную поэзию Элоя де Са Сотомайора (Eloi de Sá Soutomaior).
Первым португальским драматургом, деятельность которого важна также и в истории испанского театра, является Жил Висенте (ок. 1470 — ок. 1536; 1465—1537), автор диалогов на религиозные темы и фарсов бытового характера. Опираясь на технику церковного и уличного театров позднего средневековья, он учитывал и возможности придворного спектакля в итальянском духе. Последующие португальские драматурги, как Антониу Рибейру Шиаду (1520—1591), Балтазар Диаш, всё более и более склонялись к итальянским комедийным образцам, пропагандировавшимся в особенности Са-де-Мирандой. Особняком стоит драматизированная повесть Жорже Феррейры де Вашконселуша (1515—1585) «Эуфрозина», написанная под влиянием анонимной испанской «Трагедии о Калисто и Мелибее».

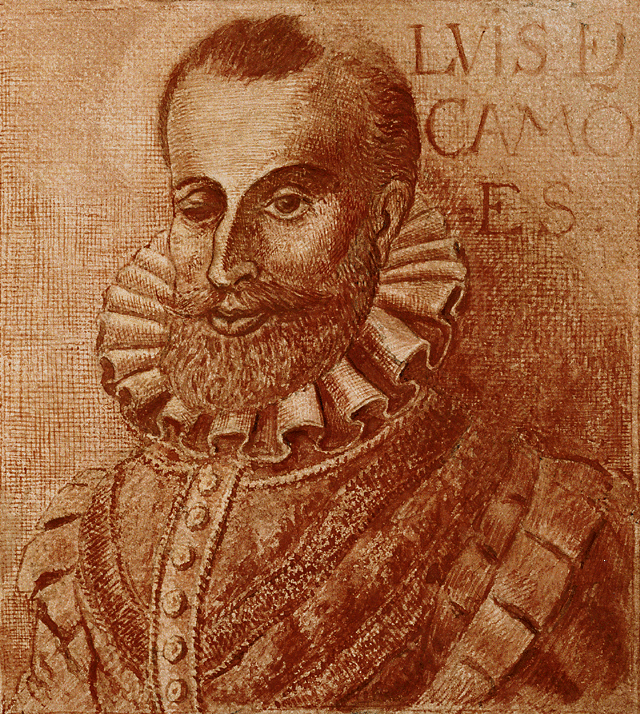
Fernão Gomes (pintor). Портрет Камоэнса, ок. 1577

Крупнейшей фигурой этой эпохи является певец колониального величия Португалии Луиш де Камойнш, или, как принято обозначать по-русски, Камоэнс (1525—1580), слагавший торжественные октавы португальским завоеваниям в далёком Индийском океане. Его поэма «Лузиады» (порт. Os Lusíadas, 1 издание 1572 года) наряду с «Освобождённым Иерусалимом» Тассо является крупнейшим эпическим произведением эпохи Возрождения. Основу её составляет описание экспедиции Васко да Гамы, впервые открывшего морской путь из Европы в Индию. В десяти песнях повествуется о беспримерном героизме португальской флотилии и её капитана, об их испытаниях, жестокой борьбе и великих победах в полуденных странах «во имя христианской веры и величия родины». Согласно правилам классической поэтики, унаследованным преимущественно у Вергилия, в описываемых событиях ближайшее участие принимают олимпийские боги. Камоэнс пользуется также удобными поводами для воспевания былой славы Португалии, щедро рассыпая по всей поэме намёки и на современные события. Ряд строф поэмы отличается величайшим изобразительным мастерством и лирическим пафосом, преодолевающим каноны эпического повествования.

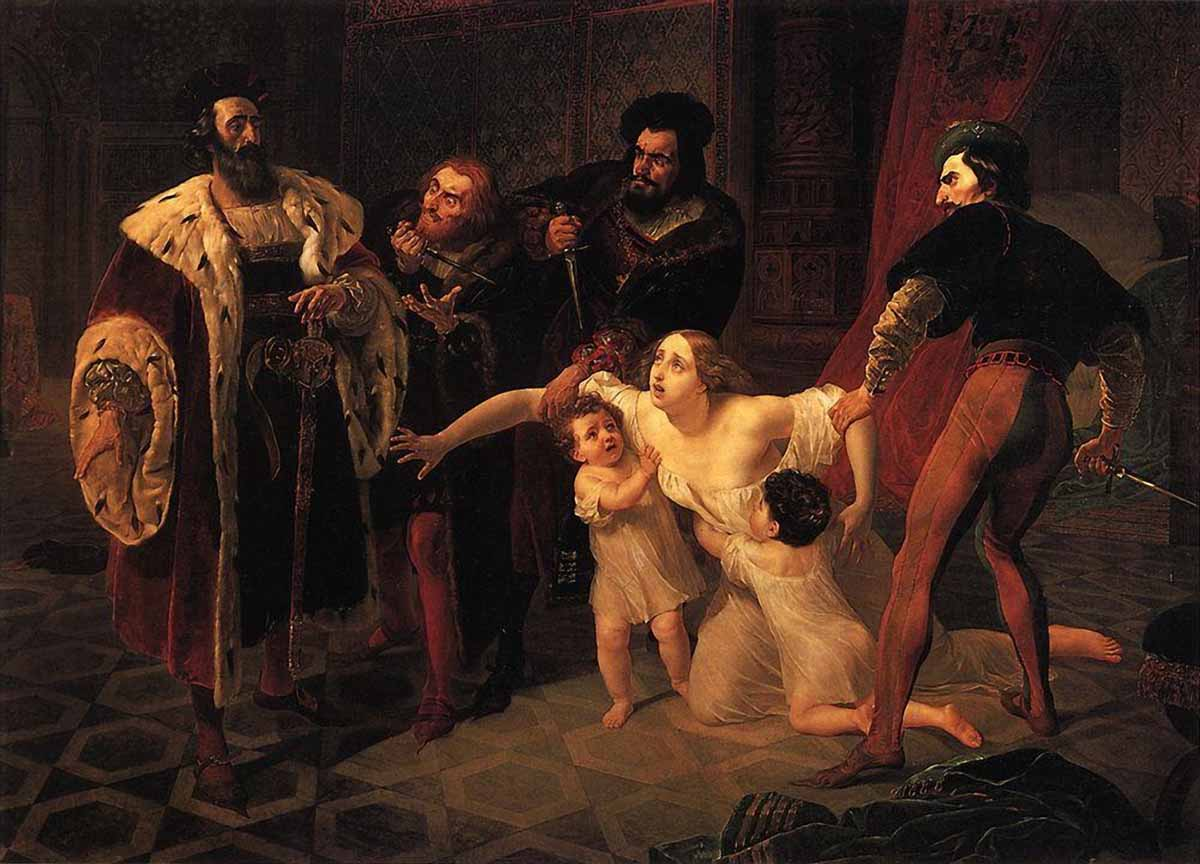
К. П. Брюллов. «Смерть Инессы де Кастро», 1834

По данным Овчаренко, «<…> Камоэнса цитировали и упоминали Ломоносов, Сумароков, Херасков, Пушкин, Тютчев и другие великие представители русской культуры <…>». Литературовед указала, что «<…> Брюллов, ознакомившись с „Лузиадами“ Камоэнса, написал картину „Смерть Инессы де Кастро“ <…>». Кроме «Лузиад» Камоэнсу принадлежат лучшие в португальской поэзии сонеты, написанные в манере Петрарки, оды, эклоги и наконец три, впрочем не столь примечательные, комедии. Творчество Камоэнса явилось кульминационным пунктом в развитии португальской литературы эпохи колониальной экспансии; оно в известном смысле и завершило её, так как ряд социально-политических условий в дальнейшем, вплоть до XIX века, мало благоприятствовал литературному преуспеянию страны.
В 1580 году Испания в форме насильственно навязанной унии аннексировала Португалию. Португалия утратила значительную часть своих колониальных владений, перешедших в руки голландцев и англичан, и наконец стала жертвой той экономической катастрофы, из-за которой роль стран Пиренейского полуострова в европейской экономической и политической жизни стала с XVII века третьестепенной. В удел многочисленным поэтам и писателям остались лишь воспоминания о прошлом величии колониальной монархии. Отсюда мы встречаем ряд созданных в манере «Лузиад» эпических поэм Жерониму Корте Реала (1540—1593), Луиша Перейры Брандана, Вашку Моузинью де Кеведу, Габриэла Перейры де Каштру (1571—1632), Франсишку де Са-де-Менезеша (ум. 1664) и прочих. Колониальная экспансия Португалии и связанный с её экономическими и политическими успехами в XVI веке рост самосознания её экспансионистских групп послужили источниками и материалом для развития обширной исторической литературы. Славные времена заокеанских походов и блистательные царствования королей-завоевателей дали обильную пищу воображению преимущественно историографов, таких как Фернан Лопеш де Каштаньеда (1500 — ок. 1550), Жуан де Барруш (1496—1570), Диогу ду Коуту (1542—1616) и многих других. Наряду с этим следует отметить и рост литературы путешествий, в особенности путешествий по Востоку. Овчаренко писала, что Фернан Мендеш Пинту представляет литературный антипод Камоэнса, поскольку в своём «Странствии» (Peregrinação) сумел «взглянуть на великие географические открытия Португалии с принципиально иной точки зрения». И. А. Тертерян отметила, что сочинения португальских путешественников читались по всей Европе, а отчёт падре Ф. Алвареша о миссии в Эфиопию в 1540 году был тут же переведён на испанский, итальянский, французский, немецкий и английский языки. Иные повествовательные жанры эпохи копируют по преимуществу испано-итальянские образцы; таковы, например, некоторые плутовские романы. С точкой зрения К. Н. Державина не согласна О. А. Овчаренко, которая полагает, что в Португалии данный жанр не получил развития. Рыцарский роман, идеализирующий былое рыцарство, заявил о себе соперником «Амадиса» по всеевропейской популярности в «Хронике о Палмейрине Английском» (ок. 1544, 1-е испанское изд. 1547; 1-е португальское изд. 1567) Франсишку де Морайша (1500—1572). Во второй половине XVI века в связи с развитием католической реакции можно наблюдать и некоторый подъём религиозно-философской литературы, представленной мистиками Томе де Жезушем (1529—1582) и Жуаной да Гама (ум. 1586).

## Барокко и классицизм (XVII—XVIII века)
В 13-м издании «Истории португальской литературы» (1985) португальские литературоведы Антониу Жозе Сарайва и Ошкар Лопеш писали, что в предшествующие 20 лет в истории искусства было признано явное наличие циклических периодов смены дисбаланса и равновесия, к которым относятся маньеризм (2-я половина XVI века), барокко (1-я половина XVII века), академизм, (то есть классицизм, конец XVII века) и рококо (XVIII век); отметив при этом значительную подвижность и дискуссионность их датировки и характеристик. Авторы монографии рассматривали маньеризм как последний этап Возрождения, противопоставляя его новому 4-му периоду развития португальской литературы — эпохе барокко, датируя его временем от реставрации (объявления независимости от испанской короны в 1640 году) до реформ Помбала. Таким образом, литературоведы отнесли барокко португальской литературы ко времени просвещённого абсолютизма.
В XVII веке наблюдается полное оскудение португальской прозы и подчинение драматургии испанским образцам, упадок эпических форм и историографии, вынужденной культивировать воспоминания о былом национальном величии. За весь этот период можно назвать лишь два-три имени, возвышающихся над общим оскудением.
Иезуит падре Антониу Виэйра (1608—1697) интересен своими морально-обличительными письмами, проповедями и «Пророчествами» о печальном будущем Португалии. Его проповеди, составленные по «португальскому методу» ораторского искусства, долгое время считались образцом португальской прозы, и даже в наши дни его творчество представляет один из хороших её образцов. Пребывая в качестве миссионера в Бразилии, выступил как один из основоположников бразильской литературы, исполняя дипломатические миссии способствовал восстановлению государственного суверенитета Португалии в результате войны за независимость (1668), положившей конец Иберийской унии; выступал против рабства бразильских индейцев и негров, боролся за равноправие новых христиан. Истолковывание пророчеств народного прорицателя Бандарры и учения себаштианизма (себастьянизма порт. sebastianismo) — мечты о возвращении португальского короля Себаштиана, тело которого не было найдено после битвы с маврами при Алкасер-Кибире в 1578 году, привело Виейру к его становлению идеологом себаштианизма. Постепенно в его сознании сложилась теория о пяти империях и учение о Сокрытом короле. Под Пятой Империей Виейра подразумевал всемирное христианское государство во главе с португальским монархом. Эти теории нашли, в частности, отражение в мистических сочинениях «История будущего» (1718) и «Ключи от пророчеств» (лат. Clavis Prophetarum). В тюрьме инквизиции, обвинявшей падре в иудаизме, что приравнивалось к ереси, было создано сочинение «В защиту книги, называемой „Пятая Империя“». Инквизиторы заподозрили, что «под видом Пятой Империей Виейра, вольно или невольно, пропагандировал царство Антихриста». Впоследствии Виейре удалось снять с себя все обвинения и выйти из-под юрисдикции португальской инквизиции. Пессоа назвал писателя «императором португальского языка» и оценивал его проповеди выше сочинений Камоэнса. В рубрике «Предостережения» (Os Avisos) из «Сокрытого» (O Encoberto), третьей части «Послания», Фернанду Пессоа опубликовал посвящение Антониу Виейре, сочинённое 31 июля 1929 года:

| O céu strella o azul e tem grandeza. Este, que a fama e à gloria tem, Imperador da lingua portuguesa, Foi-nos um céu tambem. No immenso espaço seu de meditar, Constellado de fórma e de visão, Surge, prenuncio claro do luar, El-Rei D. Sebastião. Mas não, não é luar : é luz do ethereo. É um dia; e, no céu amplo de desejo, A madrugada irreal do Quinto Imperio Doira as margens do Tejo. Сохранена орфография оригинала | Ночные небеса живут красой Рогатых звёзд, средь синевы распятых. И стал для нас небесной синевой Ты, языка родного император. Средь дум твоих холодной вышины Сияет, лунным светом осиян, Бессмертная звезда твоей страны Великий государь дон Себаштьян. Но нет, не лунный свет, зари преддверие — Дневной эфир его оберегает. Рассветом робким Пятая Империя Просторы Тежу тихо озаряет. Перевод О. А. Овчаренко |

В поэзии эпохи барокко господствуют гонгористы вроде Франсишку Мануэла де Мелу (1608—1666), Антониу Барбозы Баселара (1610—1663), Иоланта Цео и др. Из всех памятников литературы этой эпохи наибольшей известностью пользуются так называемые «Письма португальской монахини», принадлежащие перу Марианы Алкофораду (1640—1673), отличающиеся своей лирической глубиной и тонкостью в обрисовке любовной страсти.
В преддверии XVIII века литературная жизнь Португалии теплится в многочисленных феодально-салонных академиях, отражающих литературное вырождение. Создание в 1720 году Королевской академии португальской истории и культурная ориентация на Францию несколько оживили печальную литературную действительность. Франсишку Шавьер де Менезеш, граф Эрисейра (1673—1743), написал поэму «Энрикеида» (Henriqueida, 1741), члены Лузитанской Аркадии («Общества аркадийцев») Педру Антониу Коррея Гарсан (1724—1772) и Антониу да Кpуз и Силва (1731—1799) воскресили классические традиции и заслужили прозвища португальских Горация и Пиндара. К первой трети XVIII века относится творчество талантливого драматурга Антониу Жозе да Силвы (1705—1739), сына крещёного еврея, сожжённого на костре по обвинению в иудействе. Возврат к классицизму на фоне политической реакции и экономического упадка свидетельствует о стремлениях некоторой части португальской дворянской и буржуазной интеллигенции через обращение к «гармонической» античности уйти от неприглядной действительности. В этом отношении весьма показателен рецидив буколической и идиллической поэзии у Масимиану Торреша (1748—1810), возврат к забытому мастерству сонета и к элегии у Мануэла Барбозы ду Бокаже, учёная усидчивость эпика Жозе Агоштинью де Маседу (1761—1831) и т. д.. Появляется и группа сатириков во главе с Николау Толентину де Алмейдой (1741—1811). Крупнейшим представителем классицизма и вместе с тем предвестником романтической поэзии является Франсишку Мануэл ду Нашсименту, более известный под литературным псевдонимом Филинту Элизиу (1734—1819), в котором под порт. Elísia подразумевалась «отчизна». Сарайва и Лопеш расценивают этого автора последним мэтром общества Лузитанская Аркадия (порт. Arcádia Lusitana), созданной по образцу итальянской Аркадской академии.

## Романтизм, реализм, натурализм, символизм (XIX век)
В XIX веке Португалия оказалась ареной борьбы между англичанами и французами, раздираемая гражданской войной, истощенная и разоренная страна забывает о литературе. Возрождение её связано уже с эпохой роста буржуазного самосознания, с эпохой глубоких социально-политических сдвигов, приведших в конце концов к падению монархии в 1910 году.

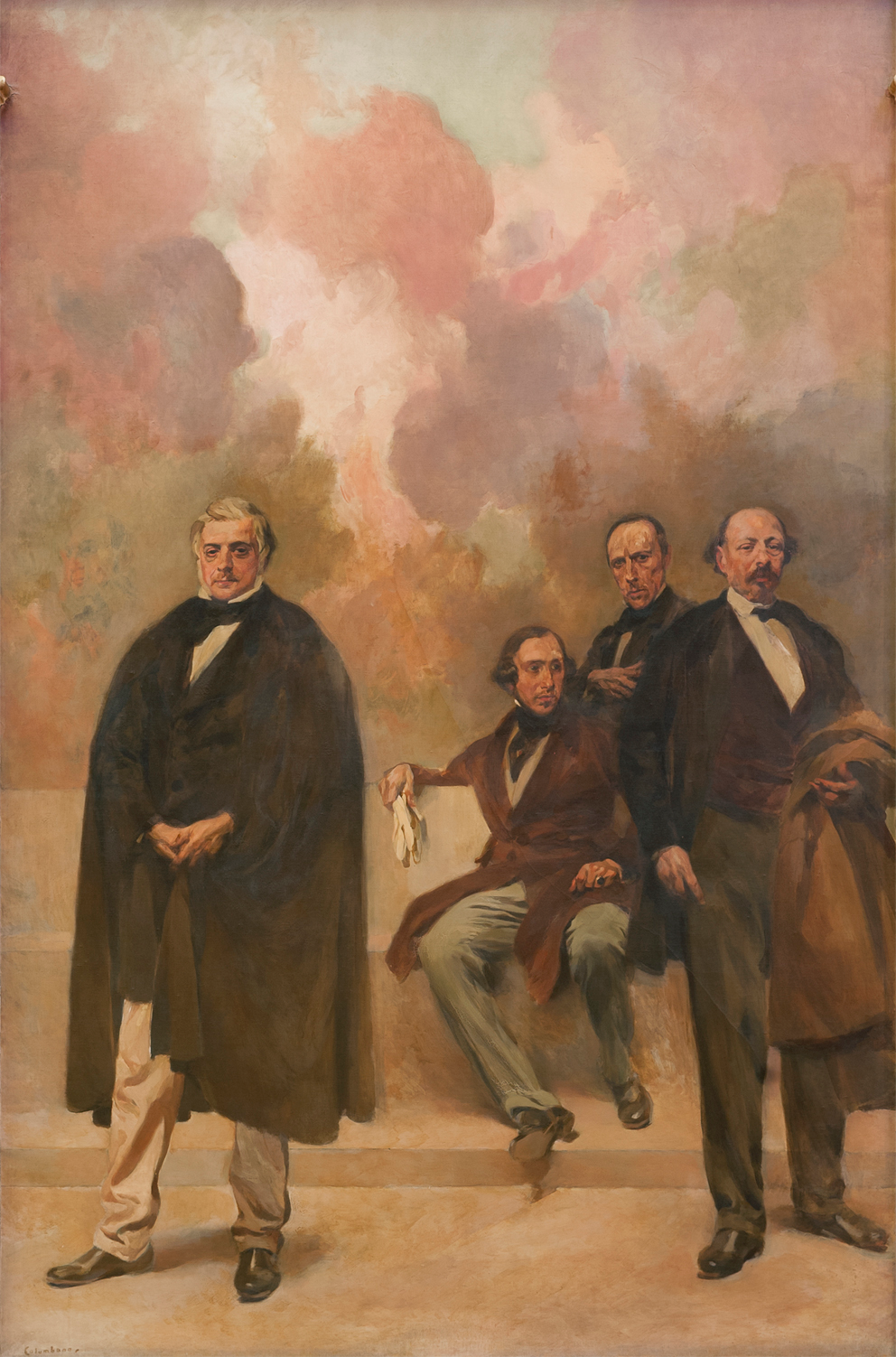
Портрет 1926 года кисти Колумбану Бордалу Пиньейру для дворца Сан-Бенту. Мануэл да Силва Пассуш, Алмейда Гаррет, Алешандре Эркулану и Жозе Эштеван

Согласно периодизации португальской литературы Сарайвы и Лопеша, романтизм относится к 6-му этапу (эпохе) её развития. Литературоведы отводят романтизму почти всё XIX столетие, несмотря на то, что тогда же возникли и развивались реализм, натурализм, и в конце века — символизм. И. А. Тертерян указала на сходство общественных и культурных событий в Португалии и Испании, обусловленное типологическим подобием их социального развития, отметив при этом различие идеологических и эстетических устремлений в литературе. Классицизм господствовал в Португалии до 1820-х годов, когда внутри него возникали преромантические тенденции. Предтечами романтизма выступили Барбоза ду Бокаже, Филинту Элизиу и Леонор де Алмейда, известная под литературным псевдонимом Маркиза де Алорна (порт. A marquesa de Alorna). Два последних автора стали первыми пропагандистами нового литературного течения. Будущие видные романтики часто посещали в Лиссабоне литературный салон Леонор де Алмейды, которую поэтому также именовали португальской госпожой де Сталь. Первые шаги романтизма в начале XIX века связаны с либеральной общественностью. Алмейда Гаррет (1799—1854) прошёл в эмиграции школу французских романтиков. Предпосылки к созданию нового литературного течения вызревали в 1820-х годах в кружках эмигрантов, а наиболее плодотворный период романтизма начался после окончания гражданской войны в 1834 году. Изложение романтической эстетики публиковалось на страницах журнала «Панорама». Португальский либерализм, в силу сложившихся исторических условий, принял яркую национально-патриотическую окраску. Наступившему упадку Португалии и её политической зависимости либералы противопоставляли её славное прошлое. Поэтому либерально-романтическая литература осуществляла задачи идеализации этого прошлого. В творчестве Алмейды Гаррета это сказалось в обращении к народной поэтической традиции, в идеализации старины в романе «Арка святой Анны» (O arco de Santa Anna, т. 1 — 1845, т. 2 — 1850), в поэмах «Камоэнс» (Camões, 1825) и «Дона Бранка» (Dona Branca, 1826), в драмах «Ауто о Жиле Висенте» (Auto de Gil Vicente, 1838), «Дона Филиппа де Вильена» (Dona Philippa de Vilhena, 1840) и «Оружейник из Сантарена» (О Alfageme de Santarem, 1842).
Продолжателем дела Гаррета явился «португальский Вальтер Скотт» Алешандре Эркулану (1810—1877), автор «Легенд и рассказов» (1851), романов «Пресвитер Эурико» (1844) и «Цистерцианский монах» (1848). Либеральную и антикатолическую точку зрения Эркулану развивал и в своих исторических работах «История Португалии» (1846—1853) и «О происхождении и учреждении инквизиции в Португалии» (1854—1859). Алмейда Гарретт и Алешандре Эркулану выступали ключевыми фигурами литературной деятельности на протяжении десятков лет. При различии собственных творческих кредо писатели сошлись в общем видении главной задачи португальского романтизма, выражавшейся в исследовании и воссоздании национального характера. В те же годы предпринимались попытки создания национального театра. В поэзии значительную роль играли романтик Антониу Фелисиану де Каштилью (1800—1875) и лирики сентиментального толка, как например, Франсишку Гомеш де Аморин (1827—1891), автор ряда песен свободы, драмы, осуждающей расовую ненависть.

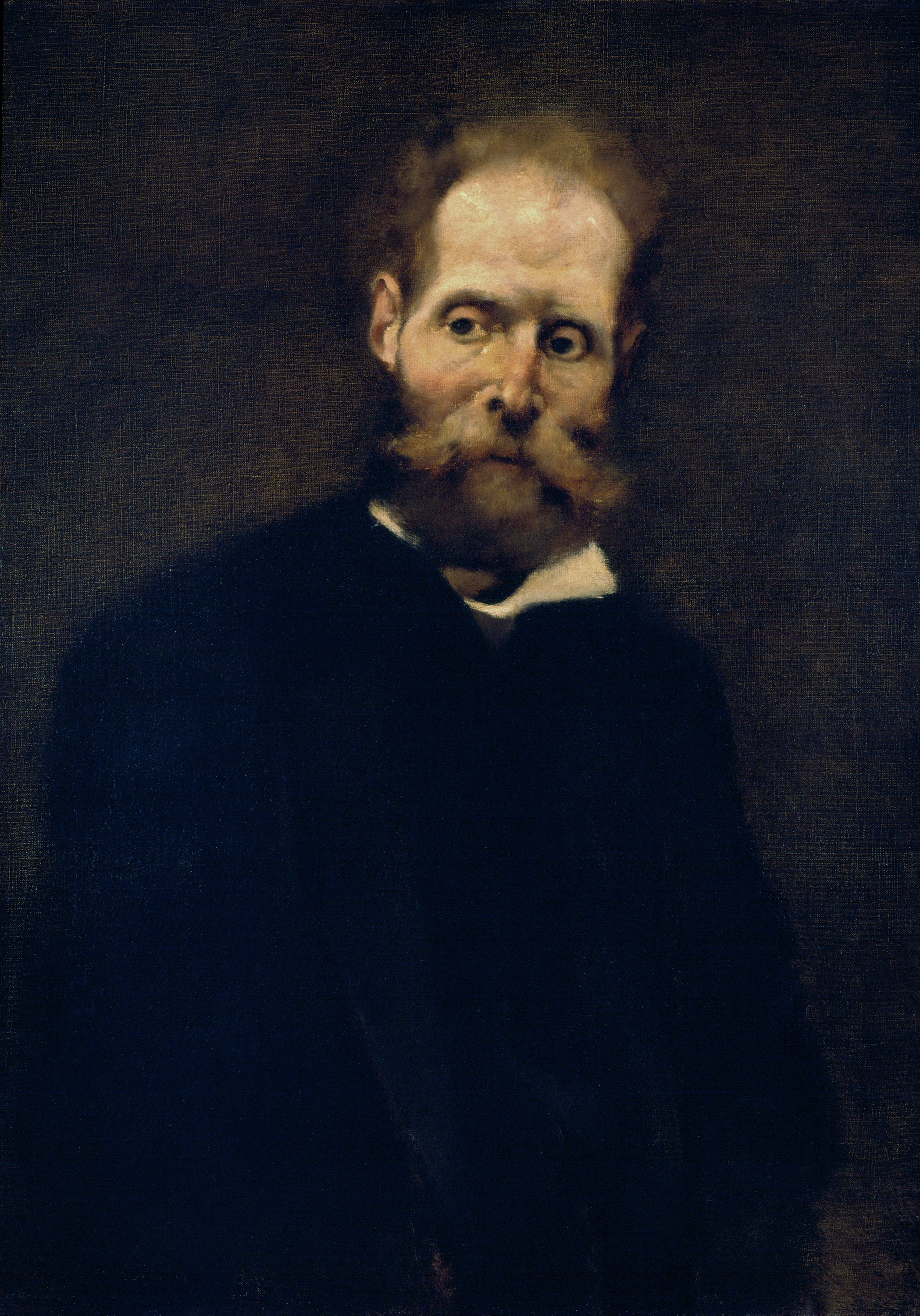
Портрет кисти Колумбану Бордалу Пиньейру. Антеру де Кентал. 1889

В свою очередь в романтизме зарождались новые литературные течения. С середины XIX века португальская литература вступила в новую фазу своего существования. Молодое постромантическое поколение, выражая настроения «мятежной» леволиберальной буржуазии, обратилось на передовую Европу. Центром литературного движения становится Коимбра с её университетом, а главой его — выдающийся поэт, член I Интернационала, Антеру де Кентал (1842—1891) вместе с филологом Теофилу Брагой (1843—1924). Открытое письмо А. де Кентала «Здравый смысл и хороший вкус» писателю-романтику А. Ф. де Каштилью стало манифестом новой реалистической школы.
Староромантические традиции однако ещё надолго сохранили свою силу. Поэт Тома́ш Рибейру (1831—1901) пишет романтико-патриотические поэмы на историческом материале, Жуан де Деуш (1830—1896) выражает лирическую стихию романтизма в духе Мюссе, Антеру де Кентал эпатирует провинциальную Португалию своим прудонизмом, антиклерикализмом и обнажением противоречий психики в своих сонетах. Утопический социализм, проникнутый мотивами своеобразного мистического анархизма, отличает творчество автора поэмы «Антихрист» Гомеша Леала (1849—1921). Оригинальным вариантом романтика-патриота явился талантливый поэт Герра Жункейру (1850—1923). К идеологам умирающей аристократии, обращающейся к прошлому «благородству нации, поверженному во прах перед демократией», следует отнести Луиша де Магальяйнша (Luis de Magalhães, 1859—1935) с его поэмой «Дон Себаштьян». Крупнейшим представителем парнасской школы явился Антониу Фейжо́ (1859—1917), за которым последовало целое поколение модернистов.
Коимбрская школа воспитала ряд прозаиков, создавших реалистический и натуралистический роман. К ним принадлежат: плодовитый Камилу Каштелу Бранку (1825—1890), романтик второго поколения, типичный представитель филантропизма, автор ряда романов из быта португальского города и его социальных низов, Жулиу Диниш (1839—1871) — бытописатель провинции и деревни. К вершинам критического реализма относятся романы Эсы де Кейроша (1845—1900), крупнейшего представителя коимбрской школы, хотя первые его сочинения относятся к романтизму — это наиболее известный в Европе из новых португальских писателей, последователь Флобера, первый и лучший представитель психологического романа в португальской литературе, остановивший своё внимание преимущественно на конфликтах и кризисе мелкобуржуазного сознания в эпоху капитализации страны. О. А. Овчаренко указала на предположение М. М. Кораллова о том, что роман Эсы де Кейроша «Реликвия» мог оказать влияние на «Мастера и Маргариту» М. А. Булгакова. В свою очередь в творчестве Эсы де Кейроша начиная с романа «Преступление падре Амару» (1875, окончательная редакция 1880) прослеживается воздействие натуралистических тенденций. Представителями натурализма явились: Жулиу Пинту (1842—1907), Жайме де Магальяйнш Лима (1859—1936), Франсишку де Кейрош (Francisco de Queiroz, 1848—1919), Мануэл да Силва Гайю (1860—1934), Жуан Граве (1872—1934) с его романом из рабочей жизни Os Famintos (1903), первая женщина член Лиссабонской академия наук Мария Ваш де Карвалью (1847—1921), муж которой, Антониу Крешпу, стал первым представителем парнасской школы в Португалии. Среди новеллистов, в основном испытавших влияние французских авторов, следует назвать Жулиу Машаду (1835—1890), Родригу Паганину (Rodrigo Paganino, 1835—1863), Аугушту Сарменту, Жозе Фиалью де Алмейду (1857—1911) и Жозе Триндаде Коэлью (1861—1908).
Драматургия XIX века совершила свой путь от романтического историзма школы Гаррета к натуралистической драме. Из авторов этой группы наиболее известны: Фернанду Калдейра (1841—1894), Антониу Энеш (1848—1901), Масимилиану де Азеведу (Maximiliano Eugénio de Azevedo, 1850—1911), Жозе да Монтейру (1846—1908). Значительнее всех Жуан да Камара (1852—1908) — драматург большого диапазона, известный в особенности своими драмами из быта уходящей в прошлое португальской аристократии. Жулиу Данташ (1876—1962) — крупнейший португальский драматург XX века. Рядом с ним следует назвать Ладислау Патрисиу (Ladislau Patrício, 1883—1967), Франсишку Лаже, Жайме Кортезана (1884—1960), Виториану Брагу и некоторых других представителей натуралистической драматургии.
Конец века ознаменован возникновением поэзии символизма, начавшему своё развитие в противовес натурализму. Датирование появления символизма может соотносится с творчеством Антониу Нобре, мнения о причислении которого к символистам в Португалии расходятся. Некоторые исследователи считают, что в творчестве поэта, в особенности в его единственном прижизненно изданном поэтическом сборнике «Один» (Só,1892), наследие романтизма переплетается с декадентством и символизмом. В других источниках утверждается, что сборник Só имеет мало общего с этим течением. Однако Плавскин рассматривал символизм как сформировавшееся течение в контексте литературной жизни Португалии следующего XX века. Таким образом, в конце XIX столетия в португальской литературе сосуществовали романтические, реалистические и натуралистические, а в самом его конце и символистские тенденции. В то время как одна часть поэтических сочинений Сезариу Верде относится к реализму, а другая — к натурализму, то некоторые из них созданы в духе парнасской школы, иные же обладают романтической направленностью.

## XX век
Литература Португалии начала XX века характеризуется отсутствием какого-либо главенствующего течения и в значительной мере ориентируется на французские образцы. В этот период жанр романа, занимавшего ведущее место в литературе 2-й половины XIX века, утрачивает доминирующее значение. Один из зачинателей португальского символизма Эужениу де Каштру (1869—1944) стремился обновить форму — поэту удалось модернизировать португальское стихосложение, ввести в него верлибр. Поэтический импрессионизм и мистическую созерцательность культивируют поэты Раул Брандан и Венсеслау де Морайш. Антониу Коррейя де Оливейра (1879—1960) отличается приверженностью к религиозной романтике, так же как и его сверстник Афонсу Лопеш Виейра (1878—1946). Оба они — поэты заката романтизма, прошедшего формальную выучку у символистов.
В начале столетия наблюдались устремления к возрождению романтизма Алмейды Гаррета. Сторонники неогарретизма снова обратились к национальной теме, пытаясь утвердить идеи мессианской роли португальской нации. З. И. Плавскин отнёс неогарретистов к левому крылу традиционалистского и по сути националистического течения. В среде традиционалистов возникло крайне правое консервативное крыло, оформившееся в 1915 году в партию Лузитанский интегрализм с откровенно антидемократическими, монархическими и католическими идеалами.
Литературное поколение 1910-х (год падения монархии и установления республиканского режима) выросло в условиях республиканско-буржуазного режима, в условиях глубокой внутренней дифференциации феодальной аристократии и буржуазной интеллигенции. На правом фланге стоят такие авторы, как поэт-мистик Антониу Сардинья, поэт-парнасец Алберту Монсараш, католический романист Мануэл Рибейру. Выразителями интеллигентской рефлексии являются поэты Тейшейра де Пашкуайш и Жайме Кортезан.

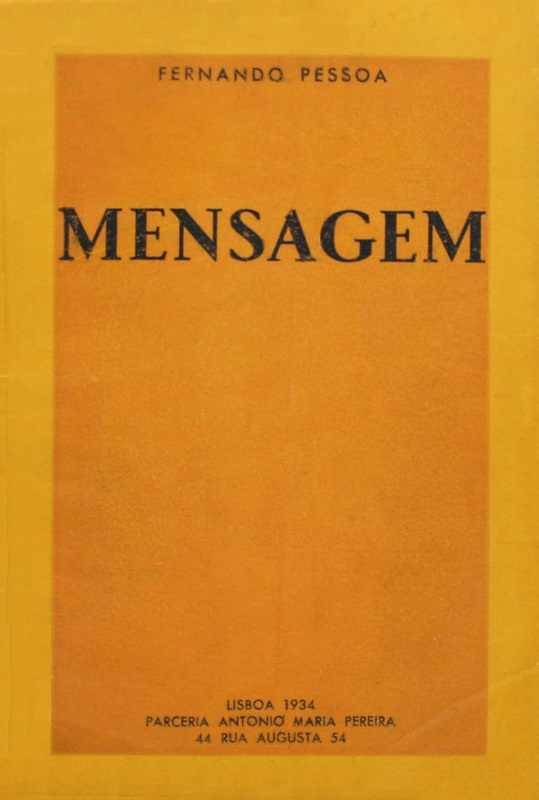
Mensagem («Послание»), 1934. Единственная книга на португальском языке, опубликованная при жизни Пессоа.

К началу Первой мировой войны в Лиссабоне создались условия для возникновения нового постсимволистского эстетического движения — модернизма. Именно там познакомились Фернанду Пессоа, Мариу де Са-Карнейру, Алмада Негрейруш и Санта Рита Пинтор. К этим главным представителям нового движения присоединились и другие авторы, выражавшие общее настроение предкризисного периода. Их взгляды были изложены в манифестах: в двух «Ультиматумах» (Ultimatos) Алмады Негрейруша и в «Футуристической Португалии» (Portugal Futurista) А́лвару де Кампуша, гетеронима Фернанду Пессоа. Пессоа теоретически обосновал и разработал эстетику собственных течений — паулизма, сенсационизма и интерсекционизма. До ухода из жизни воздействие его творчества ощущалось лишь в узком кругу почитателей. Публикации собственных сочинений под именами гетеронимов породили многочисленные дискуссии о его искренности, единстве или множественности его личностей. В своём тяготении к оккультизму Пессоа ко всему относился критически и при обесценивании значения прогресса доходил порой до обесценивания самого себя и человеческого разума. Из этого проистекала его предрасположенность к притворству, когда начиная неким ироническим суперсаудозижмом (supersaudosismo) поэт приходил к националистическому суперсебастианизму с его идеей сверх-Камоэнса (Super-Camões), к астрологии и другим оккультным наукам. В узком и неизвестном широкой публике кругу модернистов Пессоа создал одно из лучших произведений современного португальского языка — антироман «Книга непокоя». Заслуженные признание и славу творчество Пессоа обрело посмертно. Издание первого полного собрания сочинений писателя (1942—1946) было завершено спустя 10 лет после его ухода из жизни. В настоящее время в аспекте постановки проблем и внутренней полемики поэзии Пессоа его значимость для португальской словесности сравнима со значимостью Камоэнса. Для Овчаренко наибольший интерес представляет поэтический цикл «Послание» (Mensagem), «представляющий собой попытку воскресить в условиях XX столетия восходящую к Камоэнсу эпическую традицию». Литературовед отметила, что Пессоа как создатель гетеронимов «занимает уникальное место в мировой литературе».
Оппозиционная литература, проникнутая порой социалистическими и пацифистскими мотивами, представлена романами блестящего стилиста Акилину Рибейру и Пину де Морайша. Социальным очеркистом, стоящим на платформе реформизма, является Эзекиел де Кампуш. Крестьянской идеологией пропитаны повести и рассказы монархиста и активного деятеля лузитанского интегрализма Ипо́литу Рапозу (1885—1953). Бытописателем распадающегося крестьянского уклада является Самуэл Мапа и изобразителем городского дна — Раул Брандан. Его романы «Фарс» (1903), «Бедняки» (1906), «Перегной» (1917) созданы с позиций натурализма. Такие литературные течения, как экспрессионизм, дадаизм и т. п., нашли соответствующее отражение и в португальской литературе: пропагандистом их является поэт, новеллист и критик Антониу Ферру.
В 1926 году впервые заявила о себе Ирена Лижбоа, считающаяся одной из крупных фигур среди женщин в истории португальской литературы. В 1930-х годах появляется течение нового реализма — неореализма. Овчаренко отнесла к наивысшим достижениям португальской литературы XX века творчество Пессоа и писателей-неореалистов. Литературовед расценила португальский неореализм в качестве ведущего литературного направления Португалии XX века и указала, что Раул Брандан и Акилину Рибейру признаны одними из предшественников нового течения. В 1981 году один из лидеров неореализма Жуакин Намораду в статье «Некоторые заметки о присутствии Достоевского в современной португальской литературе» назвал трёх значимых представителей этого направления Жозе Родригеша Мигейша, Жозе Гомеша Феррейру и Домингуша Монтейру последователями Фёдора Достоевского. Первые программные документы нового направления были опубликованы во второй половине 1930-х годов, а первым произведением неореализма признан роман Алвеша Редола «Полольщики» (1939). Несмотря на дискуссии относительно периодизации течения, первой его фазой допустимо обозначить 1930-е — 1940-е годы, а вторую — начиная с 1950-х годов. Овчаренко обозначила, что вопрос о дальнейшем продолжении или «конце» данного литературного направления остаётся открытым, и, на основании высказываний его представителей, отметила, «что португальский неореализм в период своего формирования обнаружил существенную близость к советскому социалистическому реализму».
Влияние французского сюрреализма в Португалии стало явно ощущаться только к тому времени, когда произведения школы Бретона уже публиковались в антологиях и воспринимались с точки зрения исторической ретроспективы, то есть с значительным опозданием. Явный рост проявлений португальского сюрреализма в годы Второй мировой войны сравним с результатом деятельности поколения авторов журнала «Орфей». В дальнейшем развитие данного течения в литературе Португалии обусловлено влиянием театра абсурда (Ионеско, Бэккет, Аррабаль). В итоге под воздействием психоанализа и философии экзистенциализма, обративших внимание на определённые проявления человеческой низости (порт. abjeção) в сочинениях маркиза де Сада, Лотреамона, Арто, Жене и прочих авторов, в 1960-х годах направление обрело новое обозначение — абжесионизм (абжесионижму порт. Abjeccionismo). Первым признанным представителем португальского сюрреализма считается художник и поэт Антониу Педру (1909—1966), опубликовавший «Всего лишь нарратив» (Apenas uma narrativa, 1942). Данное литературное течение было тесно связано с сюрреализмом в живописи, поскольку португальские литераторы участвовали в первых выставках художников этого направления. К представителям португальского литературного сюрреализма/абжесионизма относятся Мариу Сезарини де Вашконселуш (1923—2006), Антониу Мария Лижбоа (1928—1953), Алешандре О’Нилл (1924—1986).
Поэт-модернист и сторонник лузитанского интегрализма Флорентину Гуларт Ногейра считался «фашистским интеллектуалом» и участвовал в политической борьбе против Португальской революции 1974 года.

## Антологиина русском языке
- Антология португальской и бразильской литературы: XIX—XX вв. / Сост. О. К. Васильева-Шведе, А. М. Гах. — Л.: Изд-во Ленингр. ун-та, 1964. — 290 с[69][70].
- Была темная ночь. Рассказы португальских писателей / Сост. и предисл. Е. А. Ряузовой. — М.: Государственное издательство художественной литературы, 1962. — 319 с. — 50 000 экз.
- Лузитанская лира / Сост., предисл, и коммент. С. И. Пискуновой. — М.: Хулож. лит., 1986. — 493 с.
- Португальская драма / Сост., ред., перевод с португальского Е. Любимовой; статья, коммент. А. Косс. — М.: Искусство, 1984. — 352 с. — 10 000 экз.
- Португальская поэзия XX века / Сост., предисловие и справки об авторах Е. Голубевой. — М.: Художественная литература, 1974. — 256 с.
- Поэзия трубадуров: Антология галисийской литературы / Составители: Елена Голубева, Елена Зернова; предисл.: Шесус Алонсо Монтеро; подготовка текстов и послесловие: Елена Голубева. — СПб.: Центр галисийских исследований СПбГУ при содействии изд. "Алетейя", 1995. — 237 с. — 2000 экз. — ISBN 5-85233-003-14 (ошибоч.).
- Современная португальская новелла / Сост., предисл. Е. А. Ряузовой. — М. : Прогресс, 1977. — 400 с.
- Современная португальская повесть / Предисл. Е. В. Огневой. — М. : Художественная литература, 1979. — С. 517—606. — 608 с. — 30 000 экз.
- Современная португальская поэзия / Составители: Е. Г. Голубева, А. В. Родосский; предисл.: Фернанду Пинту ду Амарал; под ред. В. А. Копыла. — СПб.: Симпозиум, 2004. — 316 с.
- Современный португальский рассказ / Сост. Е. Голубевой, предисл. Е. В. Огневой. — М. : Художественная литература, 1983. — 432 с.